# Ramazanoğlu, Çaycuma
Ramazanoğlu là một xã thuộc huyện Çaycuma, tỉnh Zonguldak, Thổ Nhĩ Kỳ. Dân số thời điểm năm 2011 là 443 người.